# Cae el amor
Cae el amor es un disco de la autiria de Roque Valero posee 10 canciones, las cuales todas son compuestas por él:

## Lista de canciones
1. Ando De Puntilla ( " Dime Como " ) (4:28)
2. Nuestra Historia (4:13)
3. Ya No Puedo Ver (3:08)
4. Tus Silencios (3:55)
5. Vengo A Contar Contigo (3:50)
6. Tan Solo Quiero (4:15)
7. Todos Duermen (3:47)
8. Sonreír (3:23)
9. Te Busco (3:12)
10. Cae el Amor (4:22)

Curiosidades
Las canciones Nuestra Historia y Ando De Puntillas fueron parte de la novela Cosita Rica. En Cambio las canciones Vengo A Contar Contigo y Cae El Amor hicieron parte del repertorio de la novela Sabor a ti, la primera siendo el tema principal y promocional de la novela.